# Defectos personales
Defectos personales es el cuarto álbum de estudio del grupo español de rock M Clan. Es el quinto álbum de su carrera, aunque ocupa el cuarto lugar en lo que a discos de estudio se refiere. Fue grabado en el año 2002 y está compuesto por temas con mayor contundencia sonora. Esta vez fue Nigel Walker el encargado de llevar la producción de los temas, algunos de los cuales fueron grabados en el sur de Francia. 
Los tres singles que se publicaron pertenecientes a este álbum fueron "Antihéroe", "Dando vueltas" y "Otro año más".

## Lista de temas
1. "Antihéroe" - (3:41)
2. "Defectos personales" - (4:12)
3. "Otro año más" - (4:08)
4. "Espectáculos de ruido" - (3:38)
5. "Mil cigarrillos" - (4:34)
6. "El general" - (3:52)
7. "Dando vueltas" - (3:17)
8. "Si hay un dios" - (4:20)
9. "En el barrio" - (3:48)
10. "Viviendo del aire" - (3:43)
11. "Quedamos en Vigo" - (4:16)
12. "Piratas" - (5:19)

## Componentes de M Clan
Para este álbum, la composición del grupo era la siguiente:
- Carlos Tarque: voz.
- Ricardo Ruipérez: guitarras.
- Pascual Saura: bajo.
- Juan Antonio Otero: batería.
- Carlos Raya: guitarras.
- Juan Carlos Armero: percusión.
- Alejandro Climent: órgano, teclados.
- Luis Prado: piano.
- Mavi Díaz: coros.
- Eva Cortés: coros.
- Momo Cortés: coros.
- Pedro Rodríguez
- Patxi Urtxegui: trompeta.
- Norman Hogue: trombón.
- Rafa Serrano: saxo tenor.